# Ansitz Unterspaur

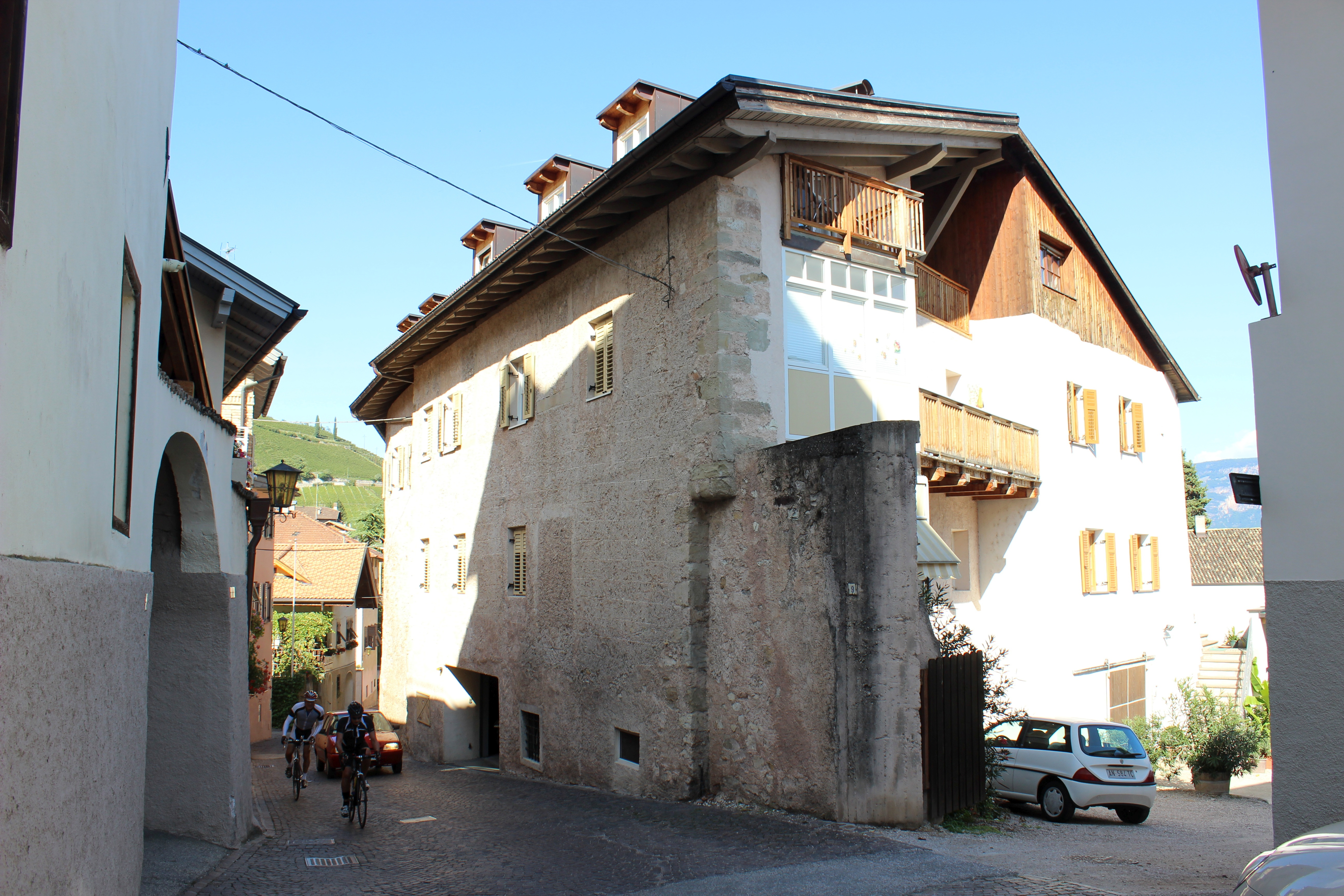
Ansitz Unterspaur in Tramin

Der Ansitz Unterspaur ist ein ehemaliger Edelsitz in der Gemeinde Tramin in Südtirol. Seit 3. März 1951 steht er unter Denkmalschutz.

## Geschichte
Der gotische Vorgängerbau soll im 14. Jahrhundert, unter der Herrschaft Margarethe Maultasch errichtet worden sein. In der zweiten Hälfte des 15. Jahrhunderts wurde im nördlichen Teil die Margarethenkapelle eingebaut. Eigentümer waren zeitweise die Langenmantel von und zu Langenthal, aus einem Tiroler Zweig des Augsburger Patriziergeschlecht „Langenmantel vom RR“. Der Hofname ist auf die Grafen von Spaur zurückzuführen, die später  Unterspaur samt dem Ansitz Langenmantel besaßen. 1464 verlieh Kaiser Friedrich III. Hans von Spaur und seinen drei Söhnen Pankraz, Daniel und Hans die kaiserliche Freiung über den Ansitz Unterspaur. Aus dem im Südtiroler Landesarchiv aufbewahrten Dokument geht hervor, dass die Befreiung auch den Ansitz Oberspaur in Tramin betraf. 1501 bestätigte Maximilian I. den steuerlichen und rechtlichen Sonderstatus der beiden Ansitze, die sich nun im Besitz von Peter von Spaur, einem Sohn von Pankraz von Spaur, befanden. 1796 brannte der Ansitz Unterspaur bei einem Dorfbrand nieder. Anschließend wurde das Anwesen gänzlich abgetragen und von Grund auf neu erbaut, der Ansitz Oberspaur dagegen notdürftig in Stand gesetzt und mit einem Notdach versehen. Mit dem Brand ging auch die wertvolle Ausstattung verloren. 1845 steht der Ansitz Oberspaur im Bozner Wochenblatt als „eine Behausung von 1 St. L 75 Klstr; zinset dem Amte Stetten 4 Star Hafer oder 2 Metzen“. Beide Ansitze gingen in bäuerlichen Besitz über, von denen heute nur noch Unterspaur existiert.